# Meditation
Meditation er nutidens betegnelse for en mental aktivitet, hvor den mediterende mentalt fokuserer på åndelige emner. Meditation er afledt af det latinske meditor og meditatio, der betyder "øver mig, forbereder mig til," Den danske ordbog oversætter fra latin meditari med overveje, meditere. Oprindeligt kan der være tale om enhver form for fysisk eller intellektuel øvelse. Senere anvendes ordet om særlige åndelige øvelser, se Kontemplation og Mystik.

## Forberedelsen
Meditationen kan indledes som regel med en række fysiske øvelser, der forbereder krop og sind på den meditative fordybelse:
- Forberedelse af rummet hvor meditationen foregår.
- Udstrækning og afspændingsøvelser, fx Yoga
- Kroppen anbringes i en stilling eller et bevægelsesmønster, der muliggør den ønskede fordybelse. I yoga kaldes stillingen Asana.
- Åndedrættet gøres dybere og roligt, fx Pranayama

Kroppen er nu i en afspændt tilstand, hvor det mentale arbejde er muligt.

## Meditationen
Den egentlige meditation kan antage mange former:
- Den traditionelle, i europæisk sammenhæng, er at tænke eller gruble over et eller andet emne.
- En systematisk udøvelse af en mental teknik, der har til formål at nå ind til stilheden bag tankerne og ind i en dybere tilstand af ro eller udvidet bevidsthed.
- Visualiseringsøvelser, hvor den mediterende forestiller sig passager fra hellige skrifter og lignende.
- Rytmisk gentagelse af hellige ord og sætninger, fx Mantram eller østkirkens Hjertebøn.

## Meditative erfaringer
Udøvelsen af meditation kan give en række erfaringer, der spænder fra:
- Dyb afspænding.
- Fantasirejser.
- Indre stilhed.
- Visioner.
- Unio Mystica den mystiske forening mellem sjælen og det Guddommelige.

Meditation praktiseres i mange religioner og kulturer. Resultaterne hænger sandsynligvis sammen med den praktiserendes religiøse eller intellektuelle præferencer. 

### Beskrivelser af meditative erfaringer
Herunder beskrivelser af meditationerfaringen, når den er bedst, ved ledere fra forskellige traditioner: 
"På et tidspunkt forsvinder bevidstheden ... Denne proces fører til dybere og dybere ro og klarhed ... Så oplever man en livskraft hinsides tanker og begreber – menneskehedens fælles liv" Zen
"Kun ens bevidsthed bliver tilbage, ren bevidsthed, der hviler i sig selv, udenfor alle aktiviteter og objekter ... Ubegrænset uendelighed, lyksalighed, stilhed" Transcendental Meditation
"Alle tanker forsvinder. Intet bliver tilbage. Sindet er tomt. Så kærlighed ... hinsides sindet ... berusende" Sufisme
"Når man når til kernen, så er der kun kerne. I den kerne er vi alle ét" Kristendom
Der er også enighed i de forskellige traditioner om at der er tale om en erfaring, der på sigt kan transformere livet: 
"Et sind der ikke påvirkes af ydre omstændigheder og samtidig ... fri til at vælge hvilken som helst retning" Zen
"En ligevægt, der er så dyb og stabil at den opretholdes selv i stor aktivitet. Selv når man står overfor store vanskeligheder, fortsætter denne lyksalige tilstand af ligevægt i sind og krop" Transcendental Meditation
"I stand til at leve ud fra ens egen kerne, og at realisere ens potentiale som menneske" Sufisme
"Man opdager at vi dvæler i en dyb glæder, at vi elsker andre, at vrede er forsvundet fra vores liv, at vi er blevet venlige mennesker" Kristendom
Budskaberne fra forskellige traditioner og deres lærere adskiller sig på mange områder. Men det de har tilfælles er en insisteren på at det de beskriver er mere end ord, og at der findes metoder der kan give os den erfaring. Derfor har millioner af mennesker i Vesten lært at meditere og der er lavet tusinder af videnskabelige undersøgelser af virkningen af meditation.

### Forskning i meditative erfaringer
Det har længe været en udbredt antagelse, at de mange former for meditation grundlæggende er ens og også giver nogenlunde de samme virkninger. Det har således været almindeligt, også blandt forskere, at tage forskningsresultater fra én meditations-form for også at gælde for andre former.
Selv om de forskellige traditioner er enige om at mene at meditation kan give os adgang til dybere lag af vores egen bevidsthed og at dette har nogle gavnlige virkninger, såsom større selverkendelse, større følelsesmæssig frihed, et bredere perspektiv og en klarere og mere etisk måde at tænke og handle på, kan metoderne være endda meget forskellige. Hvor nogle metoder involverer koncentreret fokus på ånderættet, på Gud, på paradokser, på chakraerne (energicentre i kroppen), bruger man i andre at observere følelser, fornemmelser eller tanker. I andre igen anvendes forskellige former for visualisering, f.eks. af energi i kroppen, eller af lys, eller af erindringen om ro eller man stræber efter at fremme en følelse af kærlighed til Gud. 
Der er således forskel på hvilken mental fakultet der gøres brug af (følelser, intellekt, visualisering, erindring, opmærksomhed på kroppen, m.fl.), ligesom der kan være forskel på hvordan tilgangen er (uanstrengt, forceret, aktiv, passiv). Det er også forskelligt hvad meditationen er rettet imod (tanker, billeder, begreber, et mantra, indre energi, åndedrættet, subtile aspekter af kroppen, kærlighed, Gud), og hvorvidt tro betyder noget for udøvelsen. Forskellige traditioner kan have vidt forskellige formål med meditationen, fra sundhed og velvære til harmoni med naturen, højere bevidsthedstilstand og erfaringen af Gud.
Med så mange forskellige tilgange til det at meditere, må man også forvente at forskellige metoder fører til forskellige resultater.

## Meditation og religion
Meditation findes som en spirituel praksis i alle verdens store religioner og har været praktiseret af mennesker langt tilbage i historien. Meditation praktiseres dog også udenfor de religiøse traditioner, ikke mindst i dag, hvor religionerne har vidt forskellige myter og dogmer, og ser meget forskelligt på mange ting, ligger tankegangen bag de spirituelle praksisser langt tættere på hinanden: At universet er opstået ud fra en ur-grund af væren, der også er menneskesindets ur-grund, og at meditation er et redskab til at få adgang til denne indre ur-grund eller væren.

### Et historisk perspektiv
I mange tusinde år har den indiske civilisation givet stor opmærksomhed til den systematiske udforskning af bevidstheden, og resultatet af denne udforskning har haft stor indflydelse på nabolandene. De herskende meditations-former i store dele af Asien, fra Tibet til Japan, stammer fra Indiens viden og traditioner. Indimellem udviklede de indiske traditioner sig til nye former i mødet med det pågældende lands egen viden, som i Kina, hvor Zen opstod af mødet mellem Buddhisme og Taoisme. Andre gange blev viden fra indiske traditioner optaget i andre østlige traditioner, som det skete med Sufisme, efter at store dele af Indien blev inkorporeret i den muslimske verden. I Vesten er vi også, ikke mindst siden 70'erne, kommet i kontakt med denne arv, for de fleste af de meditations-systemer, der er populære i vores del af verden står i gæld til østlige meditations-former. Vi har taget imod meditationen på vores egne betingelser – og ikke mindst under indflydelse af en moderne videnskabelig tankegang, hvor påstande om meditationens værdi, er blevet afprøvet med videnskabelige metoder. Efterhånden som flere og flere mennesker lærer at meditere, og der laves flere og flere undersøgelser, vil det blive tydeligere hvor godt de forskellige metoder virker, og på hvem, på hvilken måde og efter hvor lang tid. Og udfaldet, hvad det end bliver, vil blive afgørende for vores respons på denne arv fra oldtiden.

### Hinduisme
Meditation stammer fra den vediske religion, der bl.a. er ophav til den moderne hinduisme, og er den ældste religion til at bekende sig til meditation som en åndelig og religiøs praksis. Over tusinder af år har meditation udviklet sig til en struktureret praksis, der i dag anvendes verden over af millioner af mennesker med forskellige nationaliteter og religiøse overbevisninger. 
Bhagavad Gita understreger betydningen af meditation som følger: "Gør det til en vane at meditere og lad ikke dit sind blive distraheret. På den måde vil du omsider komme til Herren, som er lys-giver, den højeste af de store."

### Buddhisme
Meditation har altid været central i buddhisme og ses som et vigtigt redskab til spirituel udvikling. Den historiske Buddha selv, Buddha Shakyamuni, siges at have opnået oplysning, mens han mediterede. Succes med meditation ses dog ikke som tilstrækkeligt for at nå det højeste mål. Etisk udvikling og klar forståelse af tingenes sammenhæng er også nødvendigt. [18]

### Kristendom
Meditation har været anvendt i den tidlige kristne tradition. Kristen meditation handler om igennem stilhed og bøn at blive opmærksom på Kristi nærvær og bringe Kristus i centrum. Det vil sige, at modsat de østlige religioner hvor de meditative teknikker skal hjælpe den enkelte med at tømme sit sind, er formålet med den kristne meditation at få fyldt sit sind med evangeliets budskab. Mystikeren Teresa af Ávila beskriver en kristen mediativ praksis i "Sjælens Slot". 

### Islam
Kernen for meditation i islam er trosbekendelsen. I de fem tidebønner forventes muslimen tillige at fokusere og meditere på Allah gennem opremsninger af Koranen med henblik på at etablere og styrke forbindelsen mellem Allah/Skaberen og skabelse. 
På denne måde er de fem daglige gange en model for den muslimske adfærd i løbet af hele dagen, idet det gøres til en enkelt, vedvarende meditation. 

### Jødedom
Jødedommen har haft meditativ praksis tusinder af år tilbage. For eksempel, i Toraen, er patriarken Isak beskrevet som at ville en eller anden form for meditativ praksis (Første Mosebog 24,63), sandsynligvis bøn.

### New Age
New Age meditationer er ofte påvirket af østlige filosofi og mystik såsom Yoga, hinduisme og buddhisme, men kan indeholde en vis grad af vestlig indflydelse.

### Zenbuddhistisk meditation
I zen buddhistisk meditation eller Zazen lægges der vægt på at sidde i en stilling, der tillader ki (energi) at flyde frit i kroppen og på at være åben og tilstede i nuet og i forhold til den indre og ydre verden. I meditations-udøvelsen fokuseres der på åndedrættet eller på koans, paradokser, der ikke kan løses med intellektet og har til formål at hjælpe med at nedbryde begrænsninger i udøverens livssyn. (Beskrivelsen er baseret på Shodo Harada Roshis artikel "Zazen Meditation in Japanese Rinzai Zen" i The Experience of Meditation – Experts introduce the major traditions).

### Taoistiske teknikker
Lægger vægt på at få energien til flyde uhindret i kroppen.

### Transcendental Meditation
Transcendental Meditation (TM) er en enkel og uanstrengt mental teknik, der udøves 20 minutter to gange om dagen. Teknikken har rod i Advaita Vedanta, ét af det gamle Indiens seks traditionelle systemer (darshanas). 
Selv om TM-teknikken er let at lære, lægges der stor vægt på personlig instruktion af en kvalificeret lærer, der kan vejlede den nye mediterende i den korrekte og uanstrengte brug af et mantra (et lydord, der ikke er associeret med nogen betydning) og tilpasse instruktionerne til den enkeltes erfaringer. 
Metoden gør brug af sindets naturlige evne til at falde til ro og erfare sin egen inderste natur, en slags bevidsthedens grundtilstand, også kaldet transcendental bevidsthed eller ren bevidsthed. Og den erfaring har en dybtgående og gunstig indflydelse på den mediterendes sind, krop og adfærd. 
I modsætning til mange andre meditations-metoder involverer udøvelsen af TM hverken koncentration (fokus på ét eller andet) eller kontemplation (dvælen ved betydningen af ét eller andet) eller forsøg på at kontrollere sindet og meditationsprocessen. Ej heller stiller udøvelse af teknikken nogen krav til den mediterendes tro eller livsstil.

### Yogameditation
Anvender mange forskellige slags procedurer og objekter, såsom fokus på energi-centre i kroppen (chakraer), på lys i sindet og på egenskaber ved Gud. 

### Mindfulness
Mindfulness stammer oprindeligt fra buddhismen. Det har især fundet vej til Vesten i forbindelse med håndtering og behandling af stress, ligesom konceptet bliver benyttet i behandlingstilbud til voldsudøvende mænd.
Et centralt punkt i mindfulness er evnen til nærvær, og fuld opmærksomhed på det der er lige nu. Tilstedeværelse med alle sanser vågne. Følelser og tanker opleves som de er, men vurderes ikke, de observeres blot, hvilket giver indblik i hvorledes man selv er. At se på egne tankemønstre og derved få et billede af, hvordan man reagerer på bl.a. stress og pres. Bevidsthed om sig selv og sine reaktioner giver mulighed for objektivt at forholde sig hvad der end måtte opstå i nuet, derved opøver man en evne til at agere i stedet for at reagere.

### Buddhistisk meditation
Lægger vægt på uengageret observation af fornemmelser, tanker m.m.

### Tibetansk buddhistisk meditation
Stiller spørgsmål ved meditationserfaringens sandhedsværdi og anvender koncentrationsteknikker for at stilne sindet.

### Kriya Yoga
Anvender koncentrationsteknikker der fokuserer på åndedrættet og på Gud.

### Sufisme
Følger den indre følelse af kærlighed til Gud

### Kristen meditation
Bruger stille bøn eller kontemplation over en bibeltekst.
Lectio Devina, der er en åndelig læsning af Bibelen, er blevet praktiseret af munkene gennem kirkens historie, har fokuspunkt i en bibeltekst hvor der mediteres på et enkelt ord eller sætning. Bedekranse såsom rosenkransen er former hvor gentagelsen af f.eks. Fadervor og Ave Maria går igen. Ligeledes kan tilbedelsen (med fokus på den hellige nadver) i katolicismen og den østlige ortodoksis praksisser sammenlignes med meditative former, hvor der fokuseres på en enkelt genstand. 
Jesusbønnen er også en meditativ bøn, hvor bønnen ”(træk vejret ind) Herre Jesus Kristus Guds Søn (blæs ud) forbarm dig over mine synder” er udformet til at skulle følge vejrtrækningen gennem hele dagligdagen, således at den troende beder uophørligt. 
I 1975 indførte John Main, Benediktiner munk, en form for meditation der er baseret på gentagne opremsninger af en bøn-sætning, der traditionelt er de aramæisk sætningen "Maranatha," som betyder "Kom Herre" som citeres i slutningen af Første Korintherbrev og i Johannes Åbenbaringen. 
Det Gamle Testamente bog af Joshua opstiller en form for meditation baseret på skrifterne: "Lad ikke denne bog i loven vige fra din mund; mediter på det dag og nat, så du kan være omhyggelig med at gøre alt, hvad der er skrevet på det, Derefter vil du blive velstående og succesrigt "(Joshua 1,8). Dette er en af grundene til, at det er en praksis blandt mange evangeliske kristne at memorere bibelvers.